# Siezbüttel
Siezbüttel è una frazione del comune tedesco di Schenefeld. Ha circa 60 abitanti.

## Storia
Il 1º gennaio 2013 il comune di Siezbüttel venne aggregato al comune di Schenefeld.